# 奈井江町
奈井江町（ないえちょう）は、北海道の空知地方中部に位置する町。かつて石炭産業で栄えたが、閉山に伴い人口は激減。農業・工業の振興を図る一方、福祉政策に力点を置く。

## 町名の由来
町内を流れる奈井江川のアイヌ語名に由来するとされる。

## 地理
- 北海道空知総合振興局管内のほぼ中央に位置する。町域の西部は石狩平野の中部、石狩川左岸の氾濫原にあり、中心市街及び農業・工業地帯がある。東部は空知炭田のある夕張山地にかかり、山岳・森林地帯である。
- 山： 向山、爾波山、美唄山、芦奈江岳、奈井江槍
- 河川： 石狩川、奈井江川、豊沼奈江川、二股沢川、茶志内川
- 湖沼：三日月沼、茶志内沼

### 隣接している自治体
- 空知総合振興局
  -  砂川市
  -  美唄市
  -  芦別市
  - 空知郡
    -  上砂川町

  - 樺戸郡
    -  浦臼町
    -  新十津川町

## 歴史
奈井江町誕生以前

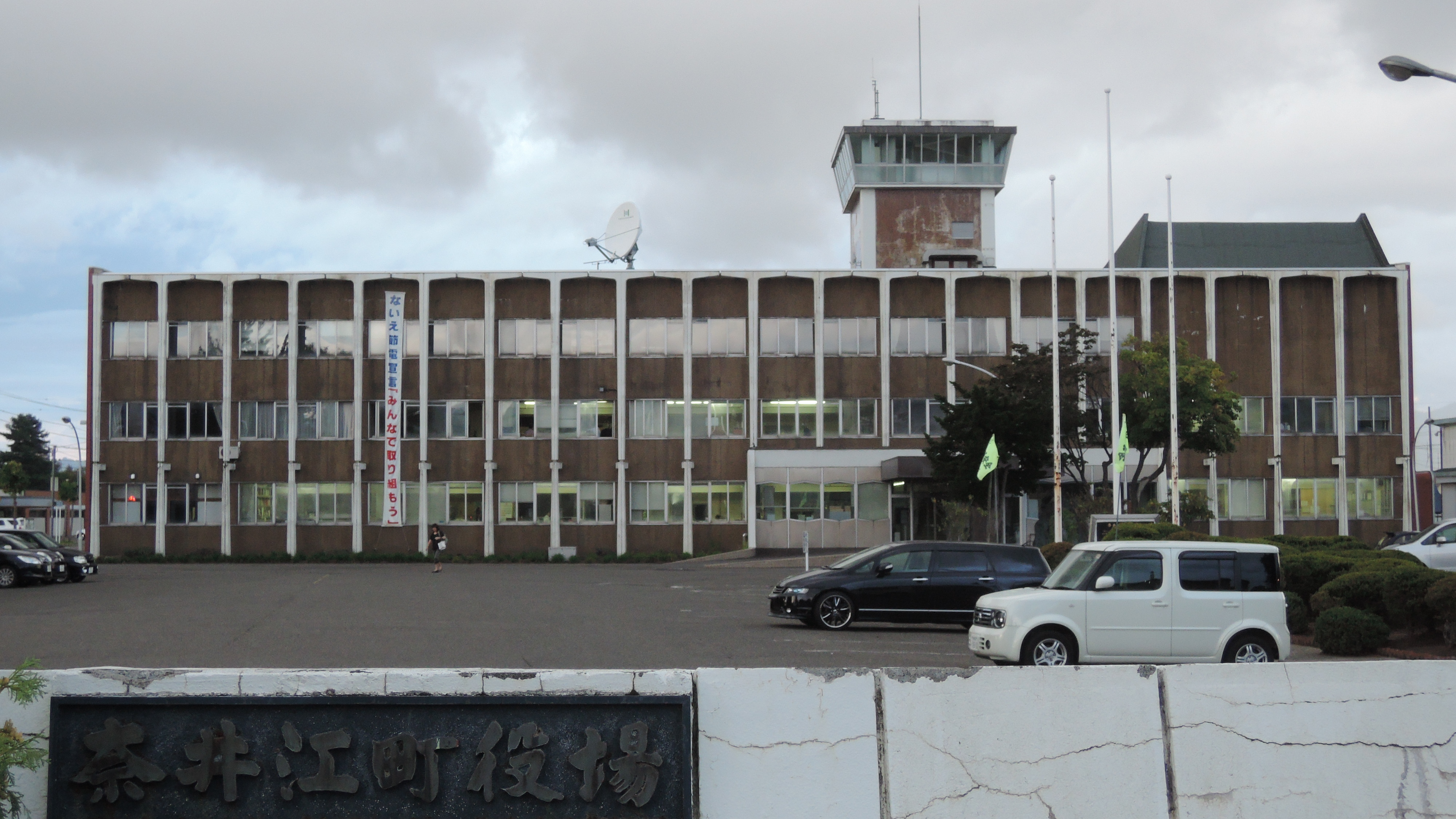
旧奈井江町役場

- 江戸時代の空知郡域は西蝦夷地に属し松前藩領となっていた。
- 1870年（明治2年）- 伊達邦直、ナヱイ川とナヱ川両川口に標杭を立てる。
- 1886年（明治19年）- 上川仮道路（現国道12号）開通
- 1890年（明治23年）- 奈江村（現砂川市）戸長役場設置。
- 1895年（明治28年）- 奈井江独立戸長役場（現奈井江町）設置。奈井江炭田発見。
- 1903年（明治36年）8月23日 - 奈江村を砂川村と改める。
- 1923年（大正12年）6月15日 - 奈江村、町制施行「砂川町」
- 1935年（昭和10年）- 砂川町に15字が成立。後に当町内となる区域には奈井江、奈井江町、東奈井江の3字が成立。
- 1938年（昭和13年）- 住友鉱業奈井江炭鉱 開坑
- 1944年（昭和19年）- 奈井江村（現奈井江町）、砂川町（現砂川市）より分立（奈井江、奈井江町、東奈井江の一部）。
- 1946年（昭和21年）9月1日 - 美唄町茶志内地区の一部を編入。茶志内、奈江原野、チャシュナイ、茶志内美唄、美唄及茶志内、上美唄、上美唄原野、ナイエ川上流の各字を加える

奈井江町誕生以降
- 1950年（昭和25年）- 町制施行「奈井江町」
- 1951年（昭和26年）4月1日 - 浦臼村の一部を編入（キナウスナイの一部）。同日、茶志内の一部（三軒屋）を浦臼村へ編入
- 1952年（昭和27年）1月1日 - 上砂川町の一部を編入（上砂川の一部、東奈井江の一部）
- 1968年（昭和43年）5月 - 北海道電力奈井江発電所 1号機 運転開始
- 1970年（昭和45年）2月 - 北海道電力奈井江発電所 2号機 運転開始
- 1971年（昭和46年）- 住友鉱業奈井江炭鉱 閉山
- 1972年（昭和47年）- 石狩炭鉱爆発事故。石狩炭鉱 閉山
- 1988年（昭和63年）10月8日 - 道央自動車道奈井江砂川IC開通
- 1994年（平成6年） - 奈井江町50周年。フィンランド・ハウスヤルビ町（fi:Hausjärvi）と友好都市提携。
- 1996年（平成8年）4月16日 - 道の駅ハウスヤルビ奈井江オープン
- 2003年（平成15年）10月26日 - 平成の大合併による合併の是非を巡る住民投票が実施される。子ども投票により、小学5年生から高校生も投票に参加[2]。
- 2024年（令和6年）5月7日 - 奈井江町役場新庁舎業務開始[3]。

## 行政
- 町長：三本英司（2018年12月7日就任、2期目）

### 歴代首長
| 代                 | 氏名               | 就任日                 | 退任日                 | 備考               |
| 奈井江村長（官選） | 奈井江村長（官選） | 奈井江村長（官選）     | 奈井江村長（官選）     | 奈井江村長（官選） |
| ------------------ | ------------------ | ---------------------- | ---------------------- | ------------------ |
| 初                 | 北勝太郎           | 1944年（昭和19年）5月  | 1946年（昭和21年）11月 |                    |
| 奈井江村長（公選） |                    |                        |                        |                    |
| 2                  | 梅津廣             | 1947年（昭和22年）4月  | 1950年（昭和25年）8月  |                    |
| 奈井江町長（公選） |                    |                        |                        |                    |
| 2                  | 梅津廣             | 1950年（昭和25年）9月  | 1955年（昭和30年）4月  | 2期                |
| 3                  | 杉本正平           | 1955年（昭和30年）4月  | 1967年（昭和42年）4月  | 3期                |
| 4                  | 萬敏夫             | 1967年（昭和42年）5月  | 1983年（昭和58年）4月  | 4期                |
| 5                  | 森岡孝             | 1983年（昭和58年）5月  | 1986年（昭和61年）11月 | 1期・途中辞任      |
| 6                  | 北良治             | 1986年（昭和61年）12月 | 2018年（平成30年）12月 | 8期                |
| 7                  | 三本英司           | 2018年（平成30年）12月 | 現職                   |                    |

## 財政

### 令和４年度決算による財政状況
- 住基人口 5,090人
- 標準財政規模 32億4,371万8千円
- 財政力指数 0.24 （類似団体平均0.35）～悪い
- 経常収支比率 84.7% (類似団体平均80.0%）～類似団体平均を上回り、財政状況が硬直しつつある
- 実質収支比率 4.5%（類似団体平均7.4%）
- 実質単年度収支 1億5,786万5千円
- 地方債現在高 47億1,718万5千円（人口1人当たり92万6,756円）
- 普通会計歳入合計 58億1,170万円
  - 自主財源 14億8,942万円（構成比 26%）
  - 依存財源 43億2,218万円（構成比 74%）
- 普通会計歳出合計 56億6,461万円
  - 人件費 8億5,948万円（構成比 15%）
  - 扶助費 4億2,243万円（構成比 7%）
  - 公債費 5億9,730万円（構成比 11%）

基金の状況
- 1財政調整基金 6億6,202万6千円
- 2減債基金 6406万4千円
- 3その他特定目的基金 5億4,469万7千円
合計 12億7,078万7千円（人口1人当たり19万8,341円）

定員管理の適正度（令和4年度）
- 人口1,000人当たり職員数 19.06人（類似団体平均11.87人）～人口に比べて職員数がやや過剰である：類似団体平均の1.6倍
- 一般職員97人 （うち技能系労務職9人）、教育公務員0人、消防職員0人、臨時職員0人 一般職員等合計 97人
- ラスパイレス指数 96.0

### 健全化判断比率・資金不足比率（令和4年度決算）
健全化判断比率
- 実質赤字比率 －%（黒字のため比率が算定されず）
- 連結実質赤字比率 －%（黒字のため比率が算定されず）
- 実質公債費比率 9.4%
- 将来負担比率 29.3%

資金不足比率
- （全公営企業会計で資金不足額がなく、比率が算定されず）

## 経済
産業
- 農業
- 製造業（奈井江工業団地）

立地企業
- 北海道電力奈井江発電所（総出力35万kW、各17.5万kW×2、燃料→石炭）
- 釜屋電機 株式会社 北海道奈井江工場
- 北海道電機 株式会社 本社・奈井江工場・光工場
- 北海道住電精密 株式会社 本社

農協
- 新砂川農業協同組合（JA新すながわ）奈井江支所

金融機関
- 信用金庫
  - 北門信用金庫：奈井江支店

郵便局
- 奈井江郵便局

※ 集配業務は砂川郵便局が担当
- 奈井江東町簡易郵便局
- 向ヶ丘簡易郵便局

宅配便
- ヤマト運輸：千歳主管支店美唄センター（美唄市）
- 佐川急便：岩見沢営業所（岩見沢市）
- 日本通運：滝川支店（滝川市）

## 公共機関
警察
- 滝川警察署
  - 奈井江交番

消防
- 砂川地区広域消防組合
  - 奈井江・浦臼支署

## 姉妹都市・提携都市
- 岡山県高梁市（1983年）
- ハウスヤルビ町（フィンランド・1997年）

岡山県高梁市との友好都市は旧岡山県川上郡成羽町時代からの継続。奈井江町に本社が所在する北海道住電精密株式会社と成羽町に本社が存在する住友電工焼結合金株式会社がともに住友電気工業株式会社の関係会社である縁による。

## 地域

### 人口
| |                                          |  |
| 奈井江町と全国の年齢別人口分布（2005年） | 奈井江町の年齢・男女別人口分布（2005年） |  |
| ■紫色 ― 奈井江町 ■緑色 ― 日本全国 | ■青色 ― 男性 ■赤色 ― 女性                |  |
| 奈井江町（に相当する地域）の人口の推移 \| 1970年（昭和45年） \| 10,915人 \| \| \| 1975年（昭和50年） \| 8,891人 \| \| \| 1980年（昭和55年） \| 8,648人 \| \| \| 1985年（昭和60年） \| 8,634人 \| \| \| 1990年（平成2年） \| 8,075人 \| \| \| 1995年（平成7年） \| 7,667人 \| \| \| 2000年（平成12年） \| 7,309人 \| \| \| 2005年（平成17年） \| 6,836人 \| \| \| 2010年（平成22年） \| 6,184人 \| \| \| 2015年（平成27年） \| 5,674人 \| \| \| 2020年（令和2年） \| 5,120人 \| \| |                                          |  |
| 総務省統計局 国勢調査より |                                          |  |
| 1970年（昭和45年） | 10,915人                                 |  |
| 1975年（昭和50年） | 8,891人                                  |  |
| 1980年（昭和55年） | 8,648人                                  |  |
| 1985年（昭和60年） | 8,634人                                  |  |
| 1990年（平成2年） | 8,075人                                  |  |
| 1995年（平成7年） | 7,667人                                  |  |
| 2000年（平成12年） | 7,309人                                  |  |
| 2005年（平成17年） | 6,836人                                  |  |
| 2010年（平成22年） | 6,184人                                  |  |
| 2015年（平成27年） | 5,674人                                  |  |
| 2020年（令和2年） | 5,120人                                  |  |

### 教育

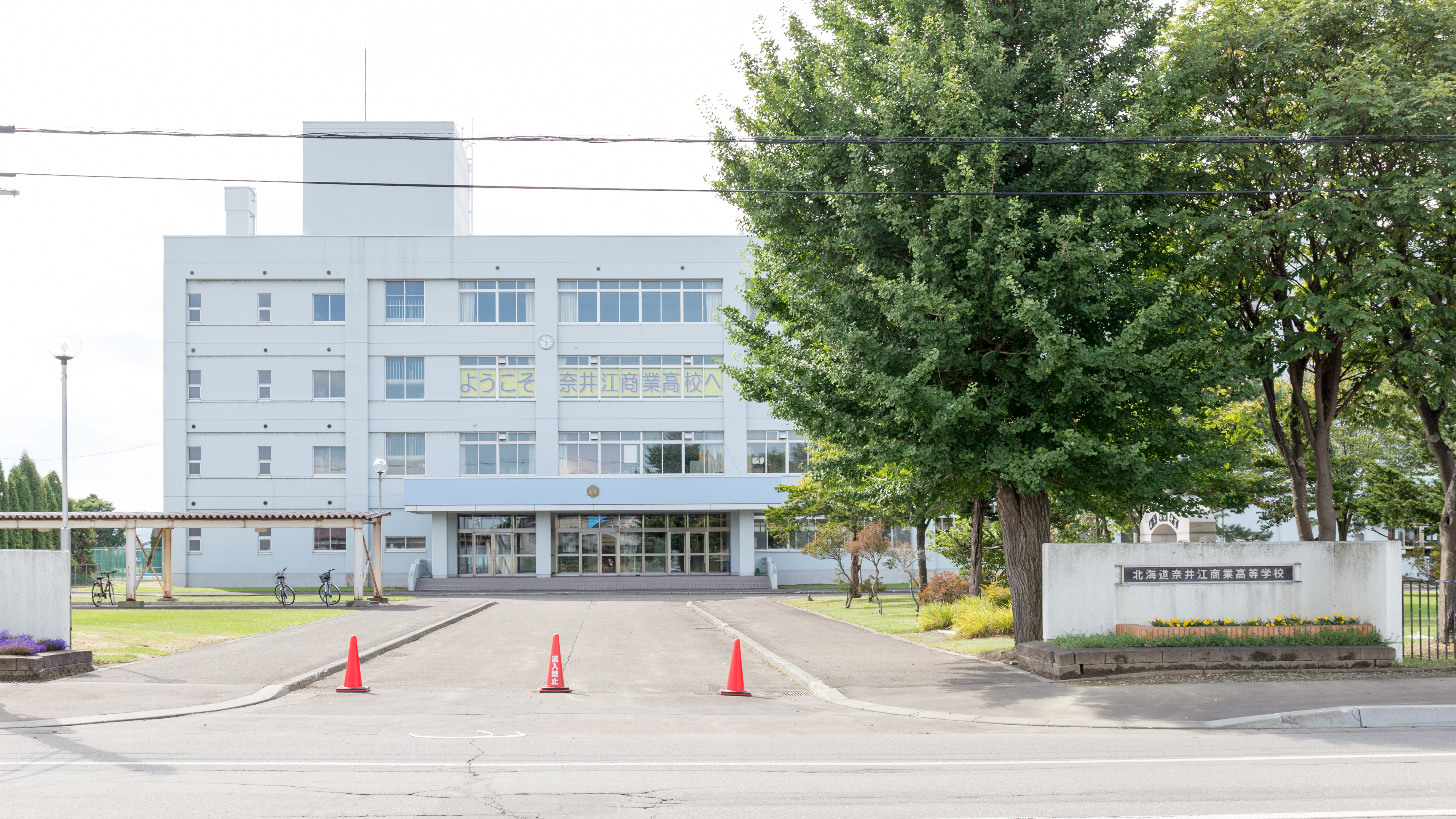
奈井江商業高等学校

高等学校
- 奈井江商業高等学校

中学校
- 奈井江町立奈井江中学校

小学校
- 奈井江町立奈井江小学校

閉校
- 奈井江町立南小学校
- 奈井江町立東奈井江小学校
- 奈井江町立三井奈井江小学校
- 奈井江町立住友奈井江小学校
- 奈井江町立高島小学校
- 奈井江町立白山小学校
- 奈井江町立江南小学校
- 奈井江町立南中学校
- 奈井江町立東奈井江中学校
- 奈井江町立三井奈井江中学校
- 北星ドレスメーカー女学校
- 奈井江ドレスメーカー女学院

## 交通

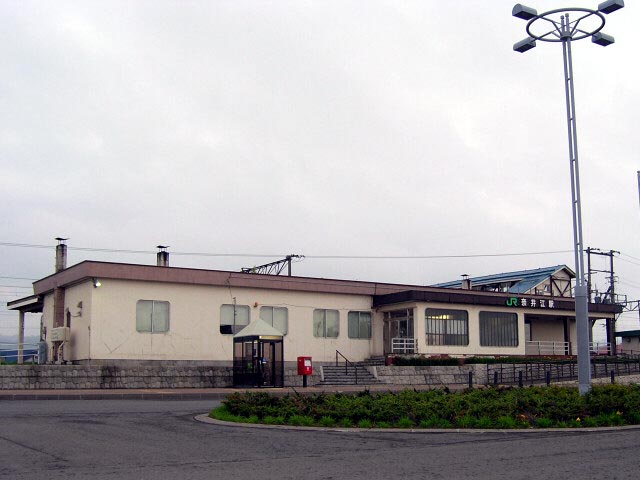
奈井江駅

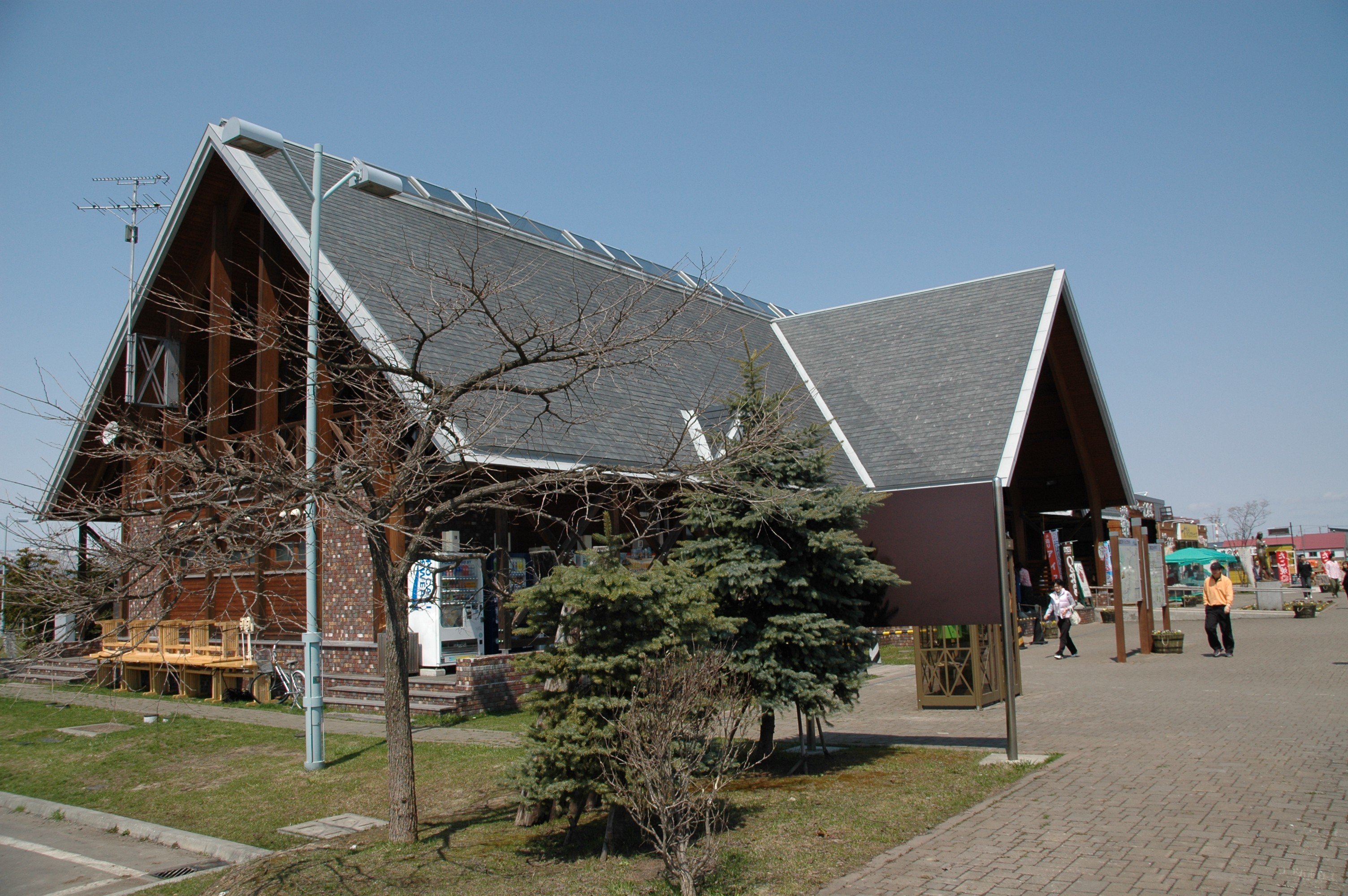
道の駅ハウスヤルビ奈井江

### 鉄道
- 北海道旅客鉄道（JR北海道）
  - 函館本線 :  奈井江駅

### バス
- 北海道中央バス（滝川営業所）[6]
- 奈井江町営バス - 北海道中央バス向ヶ丘線代替[7]
- 浦臼町営バス - ジェイ・アール北海道バス石狩線代替

### タクシー
（美唄圏エリア）
- タクシー会社
  - 奈井江北星ハイヤー

### 道路
- 高速自動車国道
  - 道央自動車道奈井江砂川IC
- 一般国道
  - 国道12号（中央国道）
- 都道府県道
- 主要地方道
  - 北海道道114号赤平奈井江線
  - 北海道道139号江別奈井江線
- 一般道道
  - 北海道道278号奈井江浦臼線
  - 北海道道529号東奈井江奈井江停車場線
  - 北海道道1130号砂川奈井江美唄線
- 道の駅
  - ハウスヤルビ奈井江

## 名所・旧跡・観光スポット
- 不老の滝
- にわ山森林自然公園
- ことぶき公園
- 空知山遍照寺（北海道三十三観音霊場12番札所）

## 祭り・イベント
- 産業まつり

## 特産品
- メロン
- ユリ根
- 米
- トマト

## 出身者
- 後藤ひとみ（教育学者、愛知教育大学学長）
- 村上安昌（札幌テレビ放送（STV）所属、テレビ・ラジオ番組演出・制作者）
- 北修二（政治家）
- 北二郎（政治家）
- 北良治（奈井江町長）
- 粥川由美子（イラストレーター）
- 木村学（地質学者・東京大学名誉教授）

## 奈井江町ゆかりの人物
- 北勝太郎（政治家、初代奈井江村長、幼年期に入植）